# 足少阴肾经
足少陰腎經（Kidney Meridian of Foot-shaoyin，KI）是一條經脈，十二正经之一，与足太陽膀胱經相表里。本經起於湧泉，止於俞府，左右各27個腧穴。

## 经脉循行
起于足小趾下，斜走足心（湧泉穴），出于舟骨粗隆下，沿内踝后，进入足跟，再向上行于腿肚内侧，出于腘窝内侧半腱肌腱与半膜肌之间，上经大腿内侧后缘，通向脊柱，属于肾脏，联络膀胱，还出于前（中极，属任脉），沿腹中线旁开0.5寸、胸中线旁开2寸，到达锁骨下缘（俞府）。
肾脏直行支脉：向上通过肝和横膈，进入肺中，沿着喉咙，挟于舌根两侧。
肺部支脉：从肺出来，联络心脏，流注胸中，与手厥阴心包经相接。

## 主治概要
本经主要治疗妇科、前阴、肾、肺、咽喉病证。如月经不调、阴挺、遗精、小便不利、水肿、便秘、泄泻，以及经脉循行部位的病变。

## 腧穴
1. 湧泉，井穴
2. 然谷，滎穴
3. 太谿，輸穴，原穴
4. 大鍾，絡穴
5. 水泉，郄穴
6. 照海，八脈交會穴，通於陰蹻脈
7. 復溜，經穴
8. 交信
9. 築賓
10. 陰谷，合穴
11. 橫骨
12. 大赫
13. 氣穴
14. 四滿
15. 中注
16. 肓俞
17. 商曲
18. 石關
19. 陰都
20. 腹通谷
21. 幽門
22. 步廊
23. 神封
24. 靈墟
25. 神藏
26. 彧中
27. 俞府